# ستیغ شرمگاهی
ستیغ شرمگاهی یا تاج شرمگاهی (به انگلیسی: Pubic crest) از میان به سوی سل شرمگاهی است که از این فرایند تا انتهای داخلی استخوان شرمگاهی امتداد دارد.
به تاندون مشترک، ماهیچهٔ راست شکم، ماهیچهٔ مایل بیرونی شکم و ماهیچه هرمی متصل می‌شود.
نقطه اتصال تاج به مرز میانی استخوان زاویه به آن نامیده می‌شود و همچنین به التصاق، قسمت فوقانی حلقه کشالهٔ ران زیرجلدی متصل است.